# Hygrotus chinensis
Hygrotus chinensis är en skalbaggsart som först beskrevs av Sharp 1882.  Hygrotus chinensis ingår i släktet Hygrotus och familjen dykare. Inga underarter finns listade i Catalogue of Life.